# Internet Chess Club
Der Internet Chess Club (ICC) ist ein kommerzieller Schachserver, der Schachspielern aus der ganzen Welt ermöglicht, rund um die Uhr einen adäquaten Spielpartner zu finden. Der Club besteht seit März 1995, Vorgänger war der Internet Chess Server (ICS). Er hat heute nach eigenen Angaben über 30.000 Mitglieder.
Einer der führenden Entwickler der eingesetzten Software ist Daniel Sleator, Professor für Informatik an der Carnegie Mellon University, der seit 1992 zunächst ehrenamtlich an der Entwicklung beteiligt war, sich den Quellcode dann aber 1994 per Copyright schützen ließ. Die Kommunikation mit dem Server läuft über die proprietäre Client-Software BlitzIn (derzeit Version 2.52) oder ICC Dasher (derzeit Version 1.5.4). Auch mehrere Schachvarianten werden unterstützt.
Sehr schnell nach offizieller Eröffnung des Clubs wuchs die Mitgliederzahl auf über 10.000, obwohl es einige Forks wie den Free Internet Chess Server (FICS) gab, die weiterhin kostenloses Spielen anboten. Die Attraktivität für die Schachspieler liegt in der Tatsache begründet, dass die weltbesten Spieler Mitglied sind, bzw. in unregelmäßigen Abständen am Spielbetrieb teilnehmen. Vom 13. Weltmeister Garri Kasparow und vom 14. Weltmeister Wladimir Kramnik ist eine Vielzahl gespielter Partien erhalten und publiziert worden. Die Mitgliedschaft ist kostenpflichtig, für Titelträger (GM und IM) ist sie frei.
Jedes angemeldete Mitglied darf einen Benutzernamen wählen, der es ihm bei Bedarf erlaubt, seinen wahren Namen geheim zu halten. Überwiegend werden Blitz- oder Bulletpartien gespielt, dabei können Mitglieder eine Wertungszahl erspielen.
Der ICC überträgt Partien von Großmeisterturnieren aus der ganzen Welt. Bei besonders wichtigen Partien kommentieren kompetente Großmeister vor einem großen Publikum die gespielten Züge. Außerdem gibt es Vorträge und Simultanvorstellungen. Online-Training kann mit einer Chekel genannten Verrechnungseinheit bezahlt werden.